# 中宮信号所
中宮信号所（なかみやしんごうじょ）は、かつて大阪府枚方市宮之阪に存在した、京阪電気鉄道交野線の信号場。

## 歴史
当信号所から村野駅までの複線化に伴い設置された。宮之阪駅（開設当時は中宮駅）付近の高架化および宮之阪駅から当信号所まで複線化されたことに伴い廃止された。

### 年表
- 1971年（昭和46年）
  - 6月6日：当信号所 - 村野間複線化に伴い信号所開設。
  - 6月20日：前駅の中宮駅を宮之阪駅に改称。
- 1974年（昭和49年）
  - 3月3日：宮之阪駅高架化
  - 12月1日：宮之阪駅 - 当信号所間の複線化に伴い信号所廃止。

## 隣の駅
京阪電気鉄道
交野線
宮之阪駅 - 中宮信号所 - 星ヶ丘駅